# Pottia cuneifolia
Pottia cuneifolia là một loài rêu trong họ Pottiaceae. Loài này được Solms ex Schimp. mô tả khoa học đầu tiên năm 1876.